# Diplacodes melanopsis
Diplacodes melanopsis là loài chuồn chuồn trong họ Libellulidae. Loài này được Martin mô tả khoa học đầu tiên năm 1901.